# Episodi di Law & Order - I due volti della giustizia (diciassettesima stagione)
La diciassettesima stagione della serie televisiva Law & Order - I due volti della giustizia, composta da 22 episodi, è stata trasmessa in prima visione negli Stati Uniti, sul canale NBC, dal 22 settembre 2006 al 18 maggio 2007.
In Italia il primo episodio è stato trasmesso in prima visione su Rai 2 il 9 gennaio 2010, mentre gli altri sono stati trasmessi per la prima volta su Rai 3 dal 22 aprile al 3 giugno 2010.
| nº | Titolo originale       | Titolo italiano                | Prima TV USA      | Prima TV Italia |
| -- | ---------------------- | ------------------------------ | ----------------- | --------------- |
| 1  | Fame                   | Celebrità                      | 22 settembre 2006 | 9 gennaio 2010  |
| 2  | Avatar                 | Omicidio in rete               | 29 settembre 2006 | 22 aprile 2010  |
| 3  | Home Sweet             | Casa, dolce casa               | 6 ottobre 2006    | 22 aprile 2010  |
| 4  | Fear America           | Giustizia senza colore         | 13 ottobre 2006   | 22 aprile 2010  |
| 5  | Public Service Omicide | Affronta e guarisci            | 20 ottobre 2006   | 29 aprile 2010  |
| 6  | Profiteer              | Soldato Garcia                 | 27 ottobre 2006   | 29 aprile 2010  |
| 7  | In Vino Veritas        | Odio razziale                  | 3 novembre 2006   | 29 aprile 2010  |
| 8  | Release                | Il consenso                    | 10 novembre 2006  | 6 maggio 2010   |
| 9  | Deadlock               | Pena di morte                  | 17 novembre 2006  | 6 maggio 2010   |
| 10 | Corner Office          | Lotte di potere                | 8 dicembre 2006   | 6 maggio 2010   |
| 11 | Remains Of The Day     | Un mondo imperfetto            | 5 gennaio 2007    | 13 maggio 2010  |
| 12 | Charity Case           | Per una vita migliore          | 12 gennaio 2007   | 13 maggio 2010  |
| 13 | Talking Points         | Punti di vista                 | 2 febbraio 2007   | 20 maggio 2010  |
| 14 | Church                 | La Chiesa della Nuova Promessa | 9 febbraio 2007   | 13 maggio 2010  |
| 15 | Melting Pot            | Pregiudizio razziale           | 16 febbraio 2007  | 20 maggio 2010  |
| 16 | Murder Book            | Il libro insanguinato          | 23 febbraio 2007  | 27 maggio 2010  |
| 17 | Good Fight             | Punizione divina               | 30 marzo 2007     | 20 maggio 2010  |
| 18 | Bling                  | Un abile stratagemma           | 6 aprile 2007     | 3 giugno 2010   |
| 19 | Fallout                | Ricatto mortale                | 27 aprile 2007    | 27 maggio 2010  |
| 20 | Captive                | Catene invisibili              | 4 maggio 2007     | 27 maggio 2010  |
| 21 | Over Here              | L'ultimo avamposto             | 11 maggio 2007    | 3 giugno 2010   |
| 22 | The Family Hour        | Una bella famiglia             | 18 maggio 2007    | 3 giugno 2010   |

## Celebrità
- Titolo originale: Fame
- Diretto da: Jean De Segonzac
- Scritto da: Nicholas Wootton

### Trama
Green e la sua nuova partner Nina Cassady indagano sull'omicidio di un poliziotto avvenuto nell'appartamento adiacente al suo, dopo che aveva sorpreso il ladro a svaligiare l'appartamento. I detective capiscono che il rapinatore era in quell'appartamento per rubare alcune foto compromettenti scattate dall'ex inquilino dello stesso, un fotoreporter. Le foto ritraevano una nota attrice mentre lasciava inavvertitamente cadere dal passeggino la figlia di pochi mesi. Green e la Cassady arrestano un sospettato dell'omicidio, un noto cantante rap di scarso successo con un passato di droga e amicizie poco raccomandabili. McCoy e la sua nuova assistente Connie Rubirosa scoprono che il vero movente è che la donna sniffava cocaina pur essendo incinta.
- Guest star: Wayne Willcox (Justin Smolka), James Ransone (Michael Wayland), Geoffrey Cantor (Adam Stein), Michael Hollick (Nick Carvahal).
- Questo episodio segna la prima apparizione nella serie per Milena Govich (che era già apparsa in un episodio della stagione precedente), nel ruolo della detective Nina Cassady, sostituta di Ed Green (che è stato promosso come detective anziano al posto del ritirato Joe Fontana) e di Alana de la Garza nel ruolo del nuovo Assistente del procuratore Connie Rubirosa, sostituta di Alexandra Borgia morta nel finale della stagione 16.
- L'attore Khan Baykal è accreditato come Terry Blanchard, ma il nome del suo personaggio è indicato come Gary Blanchard durante l'episodio.
- Questo episodio è ispirato a tre casi accaduti: il primo è sullo scandalo della relazione tra la cantante Britney Spears e il rapper Kevin Federline durata dal 2004 al 2006. Invece il secondo è sullo scandalo di droga che riguarda l'attrice Kate Moss nel 2005 e il terzo è sul caso dell'attore Lillo Brancato accusato dell'omicidio di un poliziotto, avvenuto nel 2005 durante una rapina, ma condannato solo per quel reato.
- Ascolti Italia: telespettatori 1 567 000 – share 5,98%[1]

## Omicidio in rete
- Titolo originale: Avatar
- Diretto da: Vincent Misiano
- Scritto da: David Slack

### Trama
Green e la Cassady indagano sull'omicidio di una donna, le foto del cui cadavere vengono pubblicate in rete su un sito internet; i detective sospettano di un ventenne con problemi psichiatrici, che riesce a fuggire alla cattura e che prende in ostaggio la figlia della vittima. Nel corso del processo afferma che la ragazza, sulla sua pagina web, si era offerta di avere rapporti sessuali in cambio dell’omicidio della madre. La ragazza dice però che si era solo sfogata su Internet dopo banali litigi e non voleva che la madre morisse davvero.
- Guest star: Robert Stanton (Douglas Preston), Brianna Steinhilber (Molly Preston), Michael Bakkensen (Jason Rundberg).
- Questo episodio è ispirato al caso di Rachelle Waterman, accusata dell'omicidio della madre avvenuto nel 2004[9], che la portò a dichiararsi colpevole di omicidio per negligenza e a essere condannata a soli 3 anni di reclusione.[10]
- Ascolti Italia: telespettatori 1 041 000 – share 4,65%[2]

## Casa, dolce casa
- Titolo originale: Home Sweet
- Diretto da: Richard Dobbs
- Scritto da: Michael S. Chernuchin

### Trama
Green e la Cassady indagano sulla dolosa esplosione di un palazzo che ha causato il ferimento del proprietario e la morte di una bambina di 8 anni. I detective indagano su chi potrebbe avere avuto benefici dalla morte del proprietario del palazzo, portandoli ad arrestare la sua ex moglie. McCoy e la Rubirosa se la dovranno vedere con un difensore molto agguerrito e con un giudice che ha un conflitto d'interesse nel caso; ma il caso ha una svolta inaspettata quando la Rubirosa scopre un indizio in cui il proprietario potrebbe aver fatto esplodere il palazzo.
- Guest star: Mädchen Amick (Alissa Goodwyn), Robert Emmet Lunney (Miles Schaffner).
- Questo episodio è ispirato al caso di Nicholas Bartha, accusato di aver fatto saltare in aria un edificio di sua proprietà nell'Upper East Side nel luglio 2006. Bartha è rimasto gravemente ferito nell'esplosione ed è morto in ospedale una settimana dopo. Secondo l'accusa, l'uomo avrebbe commesso il fatto perché non voleva vendere l'edificio e pagare il risarcimento di 4 milioni di dollari alla sua ex moglie.[11]
- Ascolti Italia: telespettatori 1 558 000 – share 5,58%[2]

## Giustizia senza colore
- Titolo originale: Fear America
- Diretto da: Constantine Makris
- Scritto da: Sonny Postiglione e Robert Stuart Nathan

### Trama
Green e la Cassady indagano sul brutale delitto di un uomo di religione islamica, da parte di due persone che sembrano appartenere al movimento estremista antislamico. Ma scoprono che il movimento era stato sciolto da alcuni anni e che la vittima si era fatta coinvolgere da una cellula terroristica per poi pentirsi e denunciarli alla polizia. A un certo punto sospettano del cugino della moglie della vittima, anche lui membro della cellula terroristica. Ma il suo avvocato Paul Robinette fa leva sul problema dei pregiudizi degli americani contro gli arabi.
- Guest star: Richard Brooks (Paul Robinette), Navid Negahban (Iman Ibrahim), Bernardo Peña (Benjamin Ben Faoud).
- Questo episodio è ispirato a due eventi realmente accaduti: il primo è il complotto del terrorismo a Toledo, nell'Ohio nel 2006. Il secondo invece è la morte di Mohammad Salman Hamdani, avvenuta durante l'attentato dell'11 settembre 2001 nel World Trade Center, dove si trovava per cercare di aiutare a salvare i sopravvissuti.
- Ascolti Italia: telespettatori 1 350 000 – share 5,08%[2]

## Affronta e guarisci
- Titolo originale: Public Service Homicide
- Diretto da: Constantine Makris
- Scritto da: Chris Levinson

### Trama
Green e la Cassady indagano sull'omicidio di un uomo, avvenuto pochi giorni dopo essere stato smascherato come pedofilo in un programma scandalistico. I detective sospettano prima del vicino di casa, cioè il padre di una bambina di otto anni e poi della fidanzata della vittima che afferma di aver agito per legittima difesa. Indagando su di lei, la Rubirosa scopre che la donna era stata ripetutamente violentata da lui alcuni anni prima ed era stata pagata da un canale televisivo per raccontare la sua vicenda in un talk show e incontrare il suo stupratore davanti alle telecamere. A quel punto McCoy sospetta che la giornalista che curava il programma TV abbia spinto la donna all'omicidio per favorire la sua trasmissione.
- Guest star: Nadia Dajani (Ellie Harper), Zoe Lister Jones (Hannah Welch), Vyto Ruginis (avvocato Depago), Mimi Lieber (Wendy Weiss).
- Questo episodio è ispirato all'ex organizzazione americana Perverted-Justice e al programma sui maniaci sessuali chiamato To Catch a Predator, trasmesso sulla NBC dal 2004 al 2007 e presentato da Chris Hansen.
- Ascolti Italia: telespettatori 983 000 – share 4,46%[3]

## Soldato Garcia
- Titolo originale: Profiteer
- Diretto da: Arthur W. Forney
- Scritto da: David Wilcox

### Trama
Green e la Cassady indagano sull'omicidio di un ricco imprenditore che produce i giubbotti antiproiettile destinati all'esercito americano e trovano un collegamento con la morte di un giovane soldato in Iraq, forse deceduto per una corazza difettosa fornita dall'impresa della vittima. I detective sospettano dell'amico del soldato morto, il quale confessa l'omicidio e afferma di soffrire di stress post-traumatico dopo essere tornato dall'Iraq. McCoy e la Rubirosa scoprono che il giubbotto antiproiettile del soldato morto era difettoso e incriminano il socio della vittima, che era consapevole dei problemi dell'attrezzatura.
- Guest star: Carolyn McCormick (Elizabeth Olivet), Titus Welliver (Bill Whitney), John Boyd (Kenny Ellis), Brandon Scott (Alan Crockett), John Benjamin Hickey (Aaron Solomon).
- Questo episodio è ispirato allo scandalo che ha colpito la società produttrice di giubbotti antiproiettili Interceptor Body Armor nel 2005.
- Ascolti Italia: telespettatori 1 227 000 – share 4,63%[3]

## Odio razziale
- Titolo originale: In Vino Veritas
- Diretto da: Tim Hunter
- Scritto da: David Wilcox

### Trama
Un noto attore viene arrestato per guida in stato di ebbrezza. Indossa dei vestiti sporchi di sangue e il sangue non è il suo. Arrivato in centrale fa delle dichiarazioni antisemite. Il giorno successivo viene trovato il cadavere di una produttrice televisiva ebrea che aveva escluso l'attore dall'episodio pilota di una nuova sit-com e l'uomo diviene il primo sospettato. Ma i detective sospettano subito del figlio quattordicenne dell'attore, al quale l’attore stesso ha trasmesso le proprie convinzioni razziste. McCoy cerca di fargli confessare il ruolo avuto dal padre per incastrarlo.
- Guest star: Jaymie Dorman (John Carroll), Terri Garber (Amanda Carroll), Jennifer Esposito (Justine Bailey), Chevy Chase (Mitch Carroll).
- Il titolo originale dell'episodio In Vino Veritas è una frase latina tipicamente attribuita a Plinio il Vecchio, che si traduce Nel vino c'è la verità.
- Questo episodio è ispirato ai casi di razzismo legati agli attori Mel Gibson e Michael Richards. Gibson, il 28 luglio 2006, aveva iniziato a lamentarsi del fatto che gli ebrei fossero responsabili di tutti i problemi del mondo. Il 17 novembre dello stesso anno, Richards ha usato epiteti razziali in un evento comico in Florida.
- Una menzione speciale è stata data a Jennifer Esposito e al protagonista dell'episodio Chevy Chase.
- Ascolti Italia: telespettatori 1 350 000 – share 5,08%[3]

## Il consenso
- Titolo originale: Release
- Diretto da: Michael Pressman
- Scritto da: Rick Eid e Nicholas Wootton

### Trama
Green e la Cassady indagano sull'omicidio di un giovane di una famiglia benestante, trovato morto sull'autobus di una società di spettacoli hard. I detective in un primo momento indagano su un triangolo amoroso tra la vittima, la sua fidanzata e il suo amico a capo della società. Poi però viene individuata una ragazza che, dopo aver girato alcuni filmati hard qualche settimana prima, aveva chiesto all'amico di consegnare il video. In cambio era stata costretta a fare sesso con lui nell'autobus e aveva ucciso la vittima salita anch’essa sul mezzo. A questo punto McCoy e la Rubirosa sostengono che l'omicidio è stata la conseguenza dello stupro subito dalla ragazza.
- Guest star: Kim Shaw (Nicole Flynn), Tim Peper (Chris Drake), Alexandra Daddario (Samantha Beresford).
- Questo episodio è ispirato alle numerose controversie che ha coinvolto il franchising Girls Gone Wild e al produttore esecutivo Joe Francis.
- Ascolti Italia: telespettatori 1 141 000 – share 5,07%[4]

## Pena di morte
- Titolo originale: Deadlock
- Diretto da: Alex Chapple
- Scritto da: David Slack

### Trama
Green e la Cassady sono sulle tracce di un assassino evaso che ha ucciso due poliziotti durante la sua fuga. Poco dopo si barrica dentro una scuola prendendo come ostaggi dei bambini e ne uccide quattro prima di essere nuovamente arrestato. McCoy e la Rubirosa cercano di far reintrodurre la pena di morte per l'uomo, ma il padre di una delle vittime della scuola li anticipa e diventa il volto promozionale della campagna di un politico locale, un ex avvocato intenzionato a reintrodurre la pena di morte. McCoy e la Rubirosa cercano di convincere il padre giustiziere a non diventare l'unico responsabile dell'accaduto.
- Guest star: Jeremy Davidson (Robert Purcell), Craig Walker (Leon Vorgitch), Catherine Dent (Dena Carter).
- Questo episodio è ispirato a sei casi realmente accaduti: il primo è sulla sparatoria alla West Nickel Mines School avvenuto il 2 ottobre 2006 con il risultato di 6 morti e 5 feriti, il secondo è sul massacro di Wendy avvenuto il 24 maggio 2000 con 5 morti e 2 feriti, il terzo è sulla fuga e la furia omicida di Allan Legere, il quarto è sul caso di Gary Plauche, un uomo che ha ucciso l'assassino di suo figlio, il quinto è sulle elezioni americane del 2006 e l'ultimo è sul controverso caso per la reintroduzione della pena di morte a New York.
- Ascolti Italia: telespettatori 1 261 000 – share 4,65%[4]

## Lotte di potere
- Titolo originale: Corners Office
- Diretto da: Joan Stein Schimke
- Scritto da: Rick Eid e Richard Sweren

### Trama
Green e la Cassady indagano sull'omicidio di un avvocato aziendale e scoprono che la vittima voleva denunciare la società per cui lavorava. I sospetti cadono su una prostituta di origine brasiliana, amante dell'amministratrice delegata dell'azienda dove lavorava la vittima. 
- Guest star: David Alan Basche (avvocato Tepper), Mercedes Renard (Julia Veloso), Susan Misner (Samantha Weawer).
- Ascolti Italia: telespettatori 1 284 000 – share 4,54%[4]

## Un mondo imperfetto
- Titolo originale: Remains of the Day
- Diretto da: Constantine Makris
- Scritto da: Shiya Ribowsky e David Wilcox

### Trama
Green e la Cassady indagano sulla strana morte di un ragazzo avvenuta in una stanza d'ospedale senza spiegazioni plausibili. Sua madre accusa i figli del suo ex marito, che combattono per il controllo della fortuna del padre. I sospetti di Green e Cassady cadono poi su un traffico illegale di organi e ossa.
- Guest star: Ben Bass (dottor Adam Vaughn), Dan Bakkedahl (Tony Bicks).
- Questo episodio è ispirato a tre casi avvenuti: il primo è sul caso di Daniel Wayne Smith, figlio di Anna Nicole Smith morto per un'overdose accidentale di eroina il 10 settembre 2006, il secondo è sullo scandalo che ha coinvolto la Biomedical Tissue Services, una società di tessuti umani chiusa l'8 ottobre 2005 e il terzo è legato alle critiche sul sistema sanitario americano.
- Ascolti Italia: telespettatori 1 653 000 – share 6,20%[5]

## Per una vita migliore
- Titolo originale: Charity Case
- Diretto da: Michael Pressman
- Scritto da: Nicholas Wootton

### Trama
Green e la Cassady indagano sull'omicidio di un produttore, che con sua moglie attrice aveva adottato un bambino africano, avvenuto in una gelateria mentre teneva in braccio il bambino. I detective scoprono che l'omicidio è collegato alla recente adozione del bambino che aveva suscitato clamore perché sembrava essere stata portata avanti solo per pubblicità. McCoy e la Rubirosa prendono a cuore il caso che però si trasforma in un'indagine sulla morte di un bambino quando l'identità del bambino adottato viene messa in discussione.
- Guest star: Anna Chlumsky (Mary Calvin).
- Questo episodio è ispirato a uno scandalo sull'adozione di un bambino africano avvenuto nel 2006 in Africa.
- Ascolti Italia: telespettatori 1 541 000 – share 5,59%[5]

## Punti di vista
- Titolo originale: Talking Points
- Diretto da: Matthew Penn
- Scritto da: Michael S. Chernuchin

### Trama
Green e la Cassady indagano sull'omicidio di uno studente universitario avvenuto in una manifestazione politica organizzata da una conservatrice, fino a quando non sospettano di un altro studente che ha affermato di essere stato con l'ex fidanzata della vittima al momento dell'omicidio. McCoy e la Rubirosa credono che lo studente fosse in realtà intenzionato a sparare alla conservatrice a causa della sua critica aperta alla ricerca sulle cellule staminali per trovare una cura per il Parkinson.
- Guest star: Charlotte Ross (Judith Barlow), Louis Cancelmi (Malcolm Yates), Ron Silver (Bernie Adler).
- Questo episodio è ispirato al controverso caso su Ann Coulter.
- Ascolti Italia: telespettatori 1 292 000 – share 4,76%[6]

## La Chiesa della Nuova Promessa
- Titolo originale: Church
- Diretto da: Constantine Makris
- Scritto da: Rick Eid

### Trama
Green e la Cassady indagano sull'omicidio di un giovane attore gay avvenuto nel suo appartamento e scoprono che la vittima aveva minacciato un Reverendo di esporre a tutti la sua omosessualità. Dopo che il Reverendo si suicida, McCoy e la Rubirosa credono che sia stata sua moglie a uccidere la vittima per proteggere la chiesa da lei stessa fondata.
- Guest star: Anson Mount (James Sterling), Julie Benz (Dawn Sterling).
- Questo episodio è ispirato a uno scandalo che ha coinvolto Ted Haggard, un predicatore che avrebbe avuto una relazione extraconiugale con il gigolò Mike Jones.
- Ascolti Italia: telespettatori 1 541 000 – share 5,59%[5]

## Pregiudizio razziale
- Titolo originale: Melting Pot
- Diretto da: Jean De Segonzac
- Scritto da: Richard Sweren

### Trama
L’omicidio di una regista conduce a moventi che includono l’immigrazione e il fanatismo religioso, ma scegliere quello corretto si rivela difficile.
- Guest star: Adam Trese (Carl Easton), Reza Salazar (Julio Rodriguez), Sanjit De Silva (Ali Mohammed), Cara Buono (avvocato Shannon).
- Questo episodio è ispirato all'omicidio dell'attrice Adrienne Shelly, strangolata e impiccata in casa sua il 1º novembre 2006 da un immigrato clandestino, Diego Pillico, che è stato condannato a 25 anni di carcere. È ispirato anche al caso di Theo Van Gogh, ucciso il 2 novembre 2004.
- Ascolti Italia: telespettatori 1 545 000 – share 5,83%[6]

## Il libro insanguinato
- Titolo originale: Murder Book
- Diretto da: Constantine Makris
- Scritto da: David Wilcox

### Trama
Green e Cassady indagano sull'omicidio di un'editrice di un libro molto famoso e i sospetti cadono prima su un ghostwriter e poi su un ex giocatore di baseball che era stato assolto dall'omicidio della moglie. McCoy e Rubirosa credono che uno dei giurati nel processo dell'ex giocatore sia stato pagato per farlo assolvere.
- Guest star: Mario Van Peebles (avvocato Carsley), Christopher Denham (Gerald Stockwell), Dennis Cockrum (Don Lampard), Bobby Cannavale (J.P. Lange).
- Questo episodio è ispirato al caso di O.J. Simpson e al libro controverso If I Did It.
- Ascolti Italia: telespettatori 1 419 000 – share 5,54%[7]

## Punizione divina
- Titolo originale: Good Faith
- Diretto da: Sam Weisman
- Scritto da: David Slack

### Trama
Green e Cassady indagano sull'incendio doloso di una chiesa con dentro una persona che era già stata uccisa. I sospetti cadono prima su due studenti universitari e poi sul padre di una liceale, il quale crede nella religione e afferma di temere l'ira di Dio contro sua figlia, convinta sostenitrice della teoria dell'evoluzione. McCoy e Rubirosa chiedono una valutazione psichiatrica per determinare se l’uomo può affrontare il processo.
- Guest star: Jeffrey Donovan (Jacob Reese), Sarah Ramos (Mary Reese).
- Questo episodio è ispirato a una serie di incendi avvenuti nella chiesa di Alabama il 9 marzo 2006: ad appiccare gli incendi sono stati 3 studenti universitari successivamente condannati per incendio doloso.
- L'attore Jeffrey Donovan, prima di interpretare il detective Donald Cosgrove nel revival anni dopo, ha interpretato Jacob Reese in questo episodio e nella sesta stagione ha interpretato una vittima di omicidio nell'episodio Un caso archiviato.
- Ascolti Italia: telespettatori 1 184 000 – share 5,39%[6]

## Un abile stratagemma
- Titolo originale: Bling
- Diretto da: Karen Gaviola
- Scritto da: Matthew McCough

### Trama
Green e Cassady indagano sull'omicidio di una giovane rapper. Sospettano di una lunga fila di persone, ma non sono sicuri che la morte sia collegata alla musica o a qualcos'altro. Scoprono poi che la vittima era incinta di qualche settimana e che il padre è un bianco. L'uomo confessa, ma poi ritratta e accusa il manager della vittima.
- Guest star: Nicky Katt (Isaac Krantz), Neal Huff (Steven Smith), Ato Essandoh (Andre Blair).
- Ascolti Italia: telespettatori 2 184 000 – share 8,36%[8]

## Ricatto mortale
- Titolo originale: Fallout
- Diretto da: Constantine Makris
- Scritto da: Sonny Postiglione

### Trama
Green e Cassady indagano sull'avvelenamento da ricina di un russo. Si indaga sul suo lavoro e si apprende che ha trascorso molto tempo viaggiando in città al di fuori della Russia, tra cui anche New York dove si trovava insieme al fratello. Scoprono che dietro a questo omicidio c'è un giro di prostituzione di ragazze russe. McCoy non esita a far testimoniare il fratello della vittima contro il padre di una delle ragazze che è anche un ex agente del KGB protetto dal consolato russo.
- Guest star: Mark Ivanir (Nikolas Brezin).
- Questo episodio è ispirato a cinque casi avvenuti: il primo è sul caso di avvelenamento di Georgi Markov avvenuto il 7 settembre 1978, il secondo è sul caso di avvelenamento di Viktor Yushchenko avvenuto nel settembre 2004, il terzo è sul caso di avvelenamento di Alexander Litvinenko avvenuto il 1º novembre 2006, il quarto è sul problema dei trafficanti di sesso in Russia e l'ultimo è sullo scambio di prigionieri tra Rudolf Abel e Francis Gary Powers.
- Ascolti Italia: telespettatori 1 616 000 – share 6,40%[7]

## Catene invisibili
- Titolo originale: Captive
- Diretto da: Michael W. Watkins
- Scritto da: Richard Sweren

### Trama
Green e Cassady indagano sull'omicidio di un bambino di 7 anni, ma si rendono conto che il caso è collegato a un ragazzo rapito cinque anni prima e credono che a uccidere il bambino sia stato il pedofilo. McCoy crede che il ragazzo abbia ucciso il bambino per gelosia.
- Guest star: David Warshofsky (Roger Kraslow), Liam Aiken (Tory Quinlaan).
- Questo episodio è ispirato al caso di Michael J. Devlin, l'uomo che aveva rapito Shawn Hornbeck nel 2002 e William "Ben" Ownby nel 2007; Deviln si dichiarò colpevole non solo di rapimento, ma anche di molestie sessuali su minore e produzioni di pornografia infantile[12] e fu condannato a 74 ergastoli.
- Ascolti Italia: telespettatori 1 518 000 – share 7,18%[7]

## L'ultimo avamposto
- Titolo originale: Over Here
- Diretto da: Constantine Makris
- Scritto da: William N. Fordes

### Trama
Green e Cassady indagano sul brutale omicidio di due senzatetto e i sospetti portano a tre ragazzi, tra cui un giovane veterano di guerra, e a un reparto di un ospedale militare. McCoy scopre che il veterano era stato ferito in guerra, avendo subito una lesione cerebrale, e che non aveva ricevuto le cure di cui aveva bisogno per stabilizzare le sue crisi aggressive.
- Guest star: Vincent Piazza (Peter Harris), Ben Curtis (Robert Cole).
- Questo episodio è ispirato a uno scandalo avvenuto al Walter Reed Medical Center.
- Ascolti Italia: telespettatori 2 650 000 – share 10,72%[8]

## Una bella famiglia
- Titolo originale: The Family Hour
- Diretto da: Matthew Penn
- Scritto da: Richard Sweren e David Slack

### Trama
Green e Cassady indagano sull'omicidio della ex moglie di un rispettato senatore. Oltre a lui i sospetti cadono sulla sua famiglia disfunzionale con una serie di segreti imbarazzanti. McCoy si ritrova in difficoltà quando è costretto a discutere il caso di fronte a un giudice impreparato.
- Guest star: Jeremy Sisto (Clint Glover), Harry Hamlin (senatore Randall Bailey).
- Questo episodio è l'ultimo per Milena Govich nel ruolo del detective Nina Cassady, per Fred Dalton Thompson nel ruolo del procuratore capo Arthur Branch e anche per McCoy come viceprocuratore distrettuale.
- Questo episodio è stato il primo della serie per Jeremy Sisto nel ruolo dell'avvocato Clint Glover, proprio Sisto sostituisce Milena Govich nella diciottesima stagione, interpretando il detective prima junior e poi senior Cyrus Lupo, che rimarrà fino alla fine della ventesima stagione.
- Ascolti Italia: telespettatori 2 468 000 – share 12,21%[8]